# Otopsis chardyi
Otopsis chardyi är en ringmaskart som beskrevs av Katzmann 1974. Otopsis chardyi ingår i släktet Otopsis och familjen Pilargidae. Inga underarter finns listade i Catalogue of Life.